# 푸르카 오버알프 철도
푸르카 오버알프 철도(독일어: Furka Oberalp Bahn)는 1,000mm궤를 가진 스위스의 협궤 산악 철도이다. 이 철도는 그라우뷘덴주, 우리주, 발레주를 운행한다. 2003년 1월 1일 이후, 이 철도는 BVZ 체르마트 철도와 합병을 통해 마터호른 고트하르트 철도의 일부가 되었다.
이 노선은 래티셰 철도(RhB)와 연결되는 그라우뷘덴주의 디젠티스에서 시작된다. 그런 다음 오버알프 고개를 지나 우리주의 안데르마트까지 이어진다. 푸르카 베이스 터널을 통과해 발레주의 곰스 지역과 브리크에 도달한다. 브리크에서는 1930년부터 BVZ 체르마트 철도와 연결된다.
노선의 전반부는 1914년 프랑스 회사인 브리크-푸르카-디젠티스 철도(BFD)에 의해 개통되었다. 기차는 브리크에서 시작하여 글레치까지 갈 수 있었다. 푸르카 고개와 오버알프 고개의 두 번째 부분 건설은 프랑스의 전쟁 상황으로 1915년까지 모든 공사가 중단되었을 때 한창 진행 중이었다. 회사는 계속 남아 있었지만, 1923년 마침내 파산했다. 주와 이웃 철도 회사가 설립한 푸르카 오버알프 철도라고 한다. 이제 중요한 연방 기금으로 건설 작업이 재개되었으며, 1926년 7월 4일에 브리크와 디젠티스 간의 정기 서비스가 시작될 수 있었다. RhB 열차는 1922년 전기 견인력으로 디젠티스에 도착했다.
1930년에 새로 전철화된 BVZ의 선로가 브리크에 도달하여 유명한 빙하특급이 탄생했다. 다가오는 위기와 전쟁은 관광객의 수를 제한했다. 그럼에도 불구하고 FO 라인은 전략적 중요성으로 간주되었다. 이것은 마침내 라인에 전기를 공급하고 필요한 동력을 구입하는데 사용할 수 있는 자금을 마련했다. 동시에 안데르마트-디젠티스선은 겨울 운행을 가능하게 하기 위해 눈사태로부터 보호하는 조치를 했다.

## 쇨레넨 철도

쉴레넨 철도의 주식증서, 1912년 6월 24일 발행

쇨레넨반(SchB)은 1917년에 괴세넨에서 안데르마트까지 개통되었다. 스위스 연방 철도의 고트하르트 철도 노선과 연결되는 역이 있다. 처음에는 1,200V DC로 전기화되었다. 1941년에 FO의 전기화가 시작되었을 때 SchB는 11,000V AC로 변환되었다. 1961년에는 푸르카 오버알프 철도와 합병되었다.

## 푸르카 베르크슈트렉케
레알프와 오버발트 사이에는 많은 눈사태가 있다. 푸르카 고개 위 구간은 겨울 동안 폐쇄되었다. 산 구간은 1981년 겨울에 폐쇄되었으며, 1982년에 길이 15.381km 터널로 대체되었다. 버라인 푸르카-베르크슈트렉케(Verein Furka-Bergstrecke)라는 협회와 담프반 푸르카-베르크슈트렠게 회사는 현재 증기 기관차가 있는 옛 노선에서 유산 철도를 운영하고 있다.

## 차량

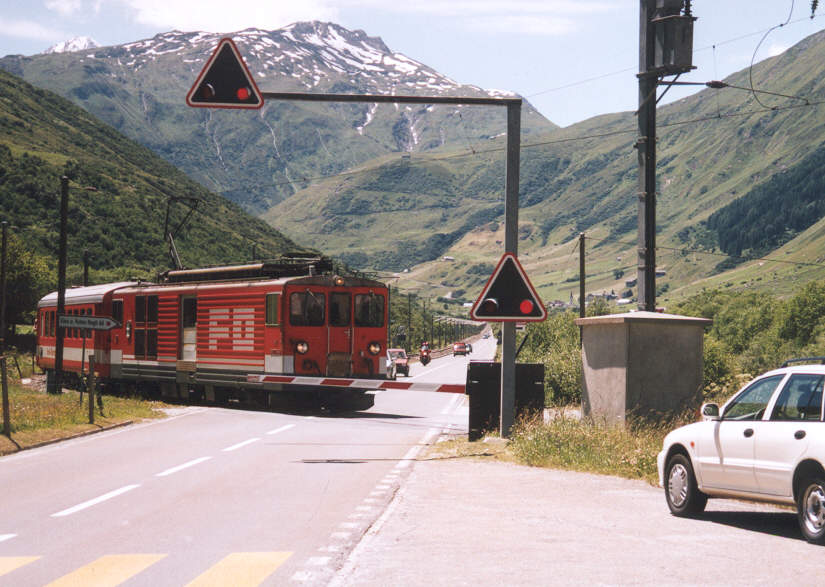
레알프 근처의 차량

FO가 1925년에 설립되었을 때 BFD 철도 차량을 소유하게 되었고 1914년에 도입되었으며 다음으로 구성된다.
- 10대의 증기기관차 HG 3/4 1–10, SLM 제작
- 40대의 목조객차(이 중 30대가 있는 대차 포함, 10대의 수하물 및 우편 밴 포함, 모두 SIG, 노이하우젠에서 제작)
- 10대의 덮개형 왜건, 10개의 개방형 왜건 및 10개의 플랫 카를 포함한 30개의 상품 왜건, 모두 프랑스 리옹의 Chantiers de la Buire에서 제작
- 라인 건설 작업을 위해 RhB에서 구매한 17개의 상품 마차

오랫동안 FO는 새 객차와 마차를 구입할 여력이 없었고, 이러한 차량 중 다수를 재건했다. 대형 수화물과 우편 밴 중 일부는 객차로 재건되었으며, 일부는 덮개가 있는 화물 마차가 되었다. 2개의 액슬 코치에는 잘 적응된 수송 능력을 제공하기 위해 화물칸이 있다. 일부 코치가 1947년 슬리렌의 SWS에서 새 보기를 얻었을 때 오래된 보기를 재사용하여 4개의 덮개가 있는 마차를 만들었다. 제2차 세계 대전 중에 3개의 플랫 마차가 객차의 언더프레임을 사용하여 제작되었다. 1949년 이 코치들은 SIG의 새로운 언더프레임과 보기를 가지고 다시 서비스를 시작했다. FO는 항상 차량이 충분하지 않아 어려움을 겪었지만, 최대 교통량을 위해 추가 철도 차량을 임대할 수 있는 두 개의 이웃 회사가 있어서 운이 좋았다.
제2차 세계 대전 중 전기화는 필연적으로 새로운 차량을 가져왔다. 함께 제공되는 SLM
- MFO 5 기관차 HGe 4/4 31–35 및
- BBC 4 모터 코치 BCFeh 2/4 42–43 및 CFeh 2/4 44–45; 41번이 쇨레넨반으로 배달되었다.
- MFO 및 SIG 3 전기 회전식 제설기 Xrot e 1021–23(나중 4931–33)

증기 기관차 중 6대는 전쟁 이후에 프랑스(2대)와 베트남(4대)에 팔렸고 4대가 남아 있었다. 1946년에 브리크 역을 위해 SLM과 SAAS에 의해 소형 전기 션터 Te 2/2 1041(이후 4926년)이 건설되었다. 나중에 SLM과 MFO가 두 대의 기관차를 더 인도했다.
- HGe 4/4 36 1948
- HGe 4/4 37 1956

1961년 쇨레넨반과의 합병으로 주식 확대
- 4대 2축 전기 기관차 HGe 2/2 21–24
- 1대 모터 코치 41(위 참조)
- 보기가 있는 7대의 목조 객차, 모두 1917년 SWS, 슬리렌에서 제작
- 1917년(SWS)의 6개 상품 마차
- 1943/44(SWS)의 5개 상품 마차

마지막으로, 합병 후 FO는 철도 차량의 현대화를 시작하고
- FFA/SIG 1961에서 제작한 F4(나중에 D) 4341–43 화물 밴 3대가 군용 구조 열차로도 사용되었다.
- J. Meyer, 라인펠덴, 1964에 의해 12개의 적용 상품 마차 K3s(나중에 Gb-v) 4433–4444
- 10개의 시멘트 사일로 마차 OB1(나중에 Uce) 4861–70 J. Meyer, 라인펠덴, 1964/65

FFA1형 2등석 객차 10명 B 4263–72 1965/68
- J. Meyer, 라인펠덴, 1967의 플랫 카 O7(나중의 Rw) 4791–92 2대
- 2개의 디젤 기관차 HGm 4/4 61–62가 SLM, BBC 및 MFO에서 1968년에 제공한 마지막 증기기관차를 Cummins 디젤로 최종 교체했다.

1971/72 FO는 모터 화물차량으로 구성된 4개의 푸시-풀, 정면 충돌로 파손된 기관차 35의 손실을 보상하기 위한 추가 모터 1개, 소형 푸시-풀을 형성하기 위한 4개의 추가 구동 트레일러를 인도했다. 기존 모터 코치 41-45. 코치는 BVZ, SBB-브뤼닉 철도, BOB 및 MOB에도 도입된 SIG1 유형이었다.
- SIG 및 BBC에서 제작한 모터 러기지 van Deh 4/4 51–55
- 2 등석 코치 B 4251–58
- 복합 주행 트레일러 ABt 4151–54
- 복합 주행 트레일러 ABt 4191–94

이 모든 차량은 동력과 객차를 위해 단순한 FO 비문과 함께 모두 빨간색이었다. 새로운 푸르카 터널의 개통이 다가오면서 목조 객차를 교체해야 했고 차량 수를 확장해야 했다. 푸시풀 구성 횟수를 롱 9개, 숏 5개로 확장하였다. 코치는 SIG2 유형이었고 MOB에도 전달되었다. 그러나 지금은 모든 빨간색 상태가 남아 있어야 한다. 흰색 줄무늬가 있는 빨간색의 새로운 상징이 도입되었고 몇 년 안에 기존의 현대식 철도 차량으로 확장되었다.
- 4대 SLM 및 BBC에서 제작한 Deh 4/4 91–94 모터 화물 차량
- 16대 2등석 코치 B 4273–88
- 5대의 복합 주행 트레일러 ABt 4155–59
- 1대의 복합 주행 트레일러 ABt 4195
- 일등석 4인승 A 4063–66

푸르카 터널 카 셔틀 열차의 경우 FO가
- 2대 전기 접착 기관차 Ge 4/4 81–82
- 승객 및 자전거 구획이 있는 2대의 주행 트레일러 BDt 4361–62
- 5대 엔드 왜건 Skl-tv 4801–05
- 12대 지붕이 있는 자동차 운송차량 Skl-tv 4811–22

몇 년 후에 약간의 추가가 있을 수 있지만, 코치는 이제 ACMV Vevey에서 왔다.
- 2대의 모터 러기지 밴 Deh 4/4 95–96, 1984년 SLM 및 BBC 제공
- 7대의 자동차 운송업체 Skl-tv 4806–07 및 4823–27, 1984년 인도
- 1대의 1985년에 인도된 차량 셔틀 운전 트레일러 BDt 4363
- 2대의 복합 코치 AB 4171–72, 1987년에 인도됨
- 2대의 복합 주행 트레일러 ABt 4181–82, 1987년 인도됨

마침내 FO는 MOB에서 개발한 파노라마 코치를 얻었다.
- 4대의 사전 사용된 언더프레임 PS 4011–14의 Ramseier+Jenzer 코치
- 10대의 SIG 보기에서 Breda-built As 4021–30

1917년에 도입된 제설 쟁기 1대를 제외하고 오랫동안 부서별 재고가 없었다. 1943년 및 55년 일부 트램 마차를 구매하여 서비스 재고에 추가했다. 현대적인 재고가 도착하면서 많은 코치와 왜건이 부서별 재고로 재사용되었다.

## 같이 보기
- 스위스의 철도